# واینروالد، اتریش
واینروالد  (به آلمانی: Wienerwald) یک منطقهٔ مسکونی در اتریش است که در ناحیه مودلینگ واقع شده‌است. واینروالد  ۲٬۴۰۹ نفر جمعیت دارد.